# Виконт Бомонт
Виконт Бомонт (англ. Viscount Beaumont) — дворянский титул в системе пэрства Англии, существовавший в 1441—1507 годах. Это был первый титул виконта, созданный в Англии. Существовал также титул барона Бомонта.

## История
Титул был создан 18 января 1441 года для Джона Бомонта, 6-го барона Бомонта. Он был крупным землевладельцем в Англии и пользовался благосклонностью короля Генриха VI и его окружения. Во время службы на континенте, где Англия воевала против Франции Джон в 1436 году получил графство Булонь, правда, позже потерянное, а в 1441 году — титул винконта и виконтство Бомон-о-Мэн во французском графстве Мэн, ранее принадлежавшее его родственникам из династии Бриеннов. Вероятно, что данное пожалование было компенсацией за потерю графства Булонь. Титул виконта Бомона стал первым виконтским титулом, созданным в пэрстве Англии. Хотя после проигрыша Англии в Столетней войне Джон владения во Франции утратил, но он сохранил титул виконта Бомонта. Во время войны Алой и Белой розы он был сторонником Ланкастеров и погиб в 1460 году в битве при Нортгемптоне.
Вторым и последним носителем титула виконта Бомонта был Уильям Бомонт, наследник Джона. После вступления на престол Эдуарда IV он утратил владения и титулы. Во время реставрации Генриха VI в 1470 году он были возвращены, но после возвращения Эдуарда IV он вновь их лишился. Только после воцарения Генриха VII он вновь получил владения и титулы, но поскольку наследников мужского пола он не оставил, то после смерти Уильяма в 1507 году титул виконта Бомонта исчез. Позже он никогда не воссоздавался.

## Виконты Бомонт
- 1440—1460: Джон Бомонт (около 1409 — 10 июля 1460), 6-й барон Бомонт с 1413, 1-й виконт Бомонт с 1441, граф Булони с 1436[1][2][4].
- 1460—1507: Уильям Бомонт (23 апреля 1438 — 19 декабря 1507), 2-й виконт Бомонт и 7-й барон Бомонт с 1460, сын предыдущего[2][5].